# Hermann Müller (Sportwissenschaftler)
Hermann Müller (* 9. April 1960 in Liersberg) ist ein deutscher Sportwissenschaftler und Hochschullehrer.

## Leben
Müller studierte zwischen 1981 und 1988 Sport und Mathematik an der Universität des Saarlandes und war danach an derselben Hochschule am Lehrstuhl Bewegungs- und Trainingswissenschaft bei Reinhard Daugs als wissenschaftlicher Mitarbeiter beschäftigt. 1995 schloss Müller dort seine Doktorarbeit zum Thema „Kognition und motorisches Lernen“ ab. Seine Arbeit wurde mit dem Dr. Eduard-Martin-Preis der Universität des Saarlandes ausgezeichnet. 1996 erhielt Müller zudem den Heräus-Preis der Gesellschaft Deutscher Naturforscher und Ärzte sowie den Wissenschaftspreis des Landessportverbandes für das Saarland. Gewinner des Karl-Feige Preises der Arbeitsgemeinschaft für Sportpsychologie in Deutschland war er 1997.
In den Jahren 1995 und 1996 war Müller neben der Verfassung seiner Dissertation als wissenschaftlicher Mitarbeiter am Psychologischen Institut der Deutschen Sporthochschule Köln tätig. Von 1997 bis 1999 war er Habilitandenstipendiat der Deutschen Forschungsgemeinschaft. Ab 2000 hatte Müller am sportwissenschaftlichen Institut der Universität des Saarlandes eine Stelle als wissenschaftlicher Assistent inne, 2001 schloss er dort seine Habilitation im Fach Sportwissenschaft ab. Er blieb bis 2007 an der Universität des Saarlandes tätig, war ab 2001 jedoch auch in den Vereinigten Staaten in der Abteilung für Gesundheit und Bewegungswissenschaft der Pennsylvania State University tätig. Zwischenzeitlich (2003/04) weilte Müller zudem als Gastprofessor am Lehrstuhl für Bewegungslehre und Biomechanik des Sportwissenschaftlichen Instituts der Universität Wien und übte die Tätigkeit des Vertretungsprofessors am Lehrstuhl für Bewegungs- und Trainingswissenschaft des Sportwissenschaftlichen Institut der Universität des Saarlandes aus.
2007 trat Müller am Institut für Sportwissenschaft der Justus-Liebig-Universität Gießen eine Professur für Trainingswissenschaft an.
Müller befasst sich in seiner wissenschaftlichen Arbeit unter anderem mit „prozessbegleitender Trainings- und Wettkampfforschung im Trampolinturnen“, mit Fragestellungen des motorischen Lernens sowie mit Sprungdiagnostik im Handball.